# Sun Yee On
 Sun Yee On (新義安) ist eine der Triaden Chinas und war in den 1990er Jahren eine der vier größten in Hongkong. Die Hongkong-Triade hat schätzungsweise mehrere zehntausend Mitglieder.
Die Organisation wurde nach eigenem Bekunden im Jahre 1919 von einem Bürgermeister der Partei Guomindang mit Namen Heung gegründet. Nach seinem Tod übernahm sein Sohn Charles Heung Wah-Keung (向華強) die Führung. Charles Heung Wah-Keung investierte große Summen in die Unterhaltungsindustrie Hongkongs. In den 1990er Jahren wurde die Mitgliederzahl der Triade zwischen 30.000 und 60.000 geschätzt.